# Horne (westfälisches Adelsgeschlecht)

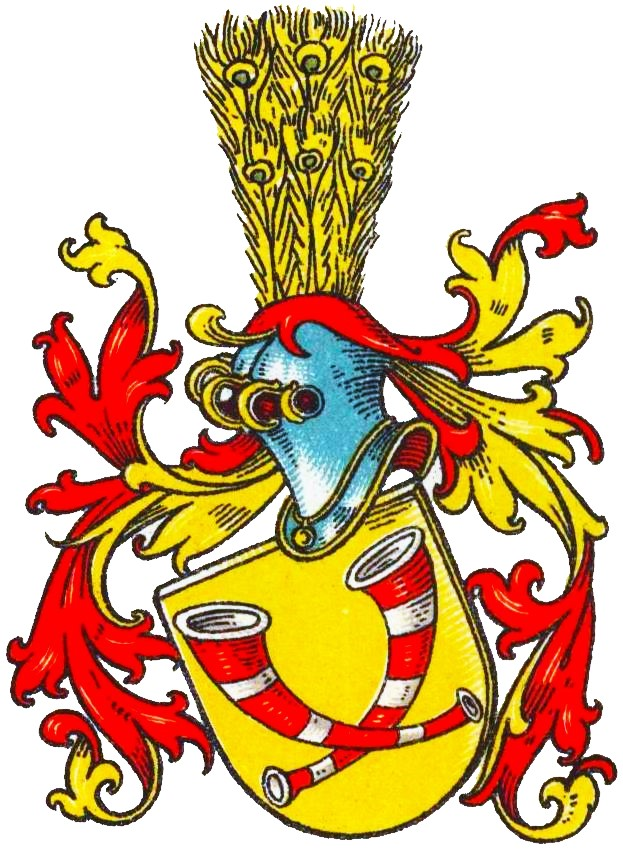
Wappen derer von Horne im Wappenbuch des Westfälischen Adels

Horne (auch: Hörne o. ä.) ist der Name eines erloschenen westfälischen Adelsgeschlechts, das zum Tecklenburger und Osnabrücker Uradel zählt.
Die Familie ist von den bei Bielefeld (auch Hurne, 1349 bis 1370, Wappen zwei Adlerflügel), im Münsterland (Volmestein, 1434 Patrizier zu Hamm) und bei Lüdinghausen (auch Hornen, 1291 Ravensberger Dienstmannen, Wappen mit Turnierkragen) begüterten, gleichnamigen Geschlechtern zu unterscheiden, wenngleich wohl mit den beiden letzteren stammesverwandt.

## Geschichte
Die Herkunft der „von Horne“ dürfte die Bauerschaft Hörne in der Nähe von Osnabrück sein. Stammsitz des ab 1151 oder 1198 als Ministeriale der Grafen von Tecklenburg erwähnten Geschlechts war die heute verschwundene Harenburg (bis 1589 „Horneburg“) im Kirchspiel Neuenkirchen, wo um 1218 ein Hugo von Horne besitzlich ist. Ein anderer Hugo von Horne, erwähnt 1228 bis 1263, zählte 1245 zum Kreis der Gründer der nahegelegenen Johanniter-Kommende Lage. Dietrich von Horne war von 1376 bis 1402 Bischof von Osnabrück. Um 1402 stand Burg Hesepe bei Osnabrück im Besitz der Familie. Eberhard und Dietrich von Horne verkauften 1429 ihr Freigut bei Neuenkirchen. 1435 wird noch ein Kurt von Horne zu Horneburg genannt, wobei diese Burg um 1487 in fremder Hand war. Die Herren von Horne hatten zudem um 1400 in Lengerich (Westfalen), unterhalb der Burg Tecklenburg die Burganlage Haus Marck erbaut. Ferner soll das deutsch-baltische Adelsgeschlecht von Haaren vom Osnabrücker Zweig der Familie von Horne abstammen.
Gertrud von Horne († 1575), Erbtochter des Claus von Horne und der Gertrud Staël zu Sutthausen, heiratete 1537 den Landsknechtsführer Georg von Holle, und erscheint mit dem Horneschen Wappen auf dessen Epitaph zu St. Marien in Minden als auch auf einem Wappenfries in Haus Himmelreich sowie dem Epitaph des früh verstorbenen Sohnes Rudolf von Holle in der Münsterkirche zu Hameln.

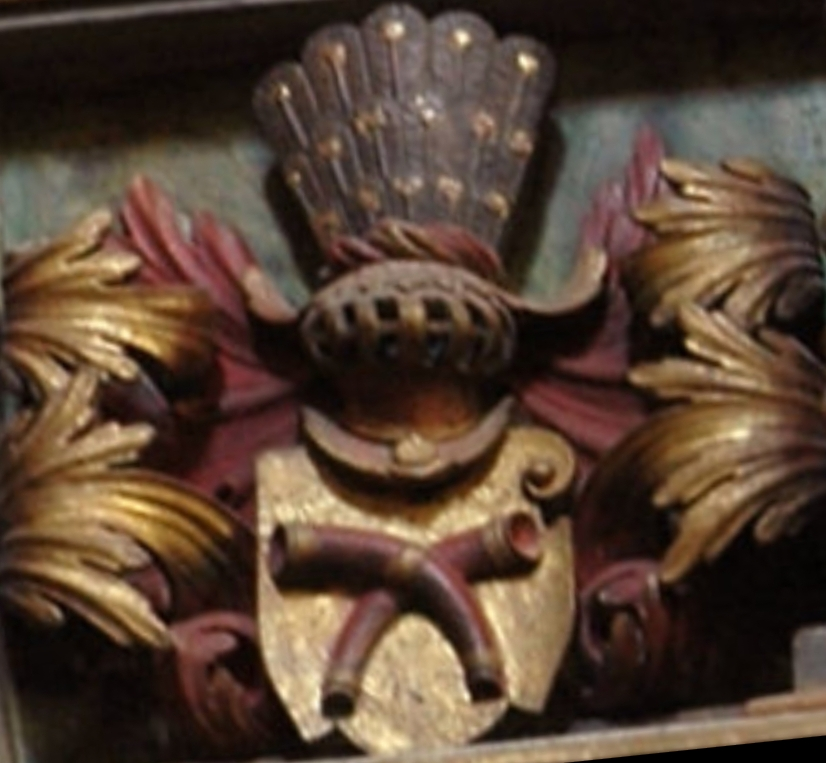
Wappen derer von Horne, auf Epitaph des Domprobstes Balduin Voss, Osnabrück 1611

## Persönlichkeiten
- Dietrich von Horne (vor 1376–1402), Geistlicher, Bischof von Osnabrück
  - Friedrich von Horne, Domherr in Münster und Osnabrück
- Otto von Horne († 1414), Abt des Klosters Iburg 1376–1414, Bruder des Bischofs Dietrich von Horne[6]

## Filiation der Horne zu Horneburg (teils hypothetisch)
Hugo I. von Horne, erwähnt zu Horneburg 1209 († n. 1218) 
- Hugo II. von Horne, erwähnt 1228, wohl Mitbegründer der Kommende Lage 1245[4] († n. 1248); ⚭ Isentrud
  - Gerlach von Horne (erw. 1278)[3]
  - Hugo III. von Horne († n. 1279), Herr zu Lage 1248, erw. als Ritter 1256, 1263, 1283; ⚭ Adelheid von Brochterbeck 
    - (?) Hugo IV. von Horne, siegelt 1292[4]
    - Dietrich III. von Horne († n. 1299), Ritter, 1299 Burgmann der Grafen von Tecklenburg[7]
      - (?) Dietrich von Horne, erw. 1301[3]
      - Konrad II. von Horne, erw. 1276–1303[3] († um 1319–1327); ⚭ Rixa von Langen (Tochter d. Herbord I. von Langen (1291–1335) und Kunigunde)
        - Konrad III. von Horne († n. 1364)
          - Dietrich VI. von Horne († 1377); ⚭ ca. 1369 Else von Cappel 
            - Konrad (Cord) von Horne († n. 1426); ⚭ Leneke von Fuenen/Thuine[8]
              - (?) Klaus von Horne, erw. 1464, Bruder Dietrichs[3]; ⚭ Hilla
              - (?) Eberhard von Horne, verkauft 1429 Freigut Horneburg[4]
              - Dietrich IX. von Horne, 1419 märkische Ritterschaft[3], Herr auf Haus Marck[9], verkauft 1429 Freigut zusammen mit Eberhard[4]; ⚭ Elisabeth Swartewold zu Hesepe
                - Johann von Horne, erw. 1421 als Dietrichs Sohn[3]
                - Matthäus von Horne († n. 1465); ⚭ 1465 Gertrud von Korff gen. Schmising († n. 1491) 
                  - Claus von Horne zu Haus Marck und Diepenbrock († v. 1539); ⚭ 3. Juli 1515 Gertrud Staël zu Sutthausen und Rheine (Enkelin des Lambert von Langen und der Agnes von Hake)[8]
                    - Gertrud von Horne, Erbin zu Marck bei Tecklenburg († 1576); ⚭ 1537 Georg von Holle[10]

## Wappen
Blasonierung: in Gold zwei gekreuzte rote Hifthörner (Jagdhörner), die mit silbernen Bändern umwunden sind (Mundstücke unten). Auf dem Helm ein goldener Pfauenbusch.
Weitere Wappendarstellungen:

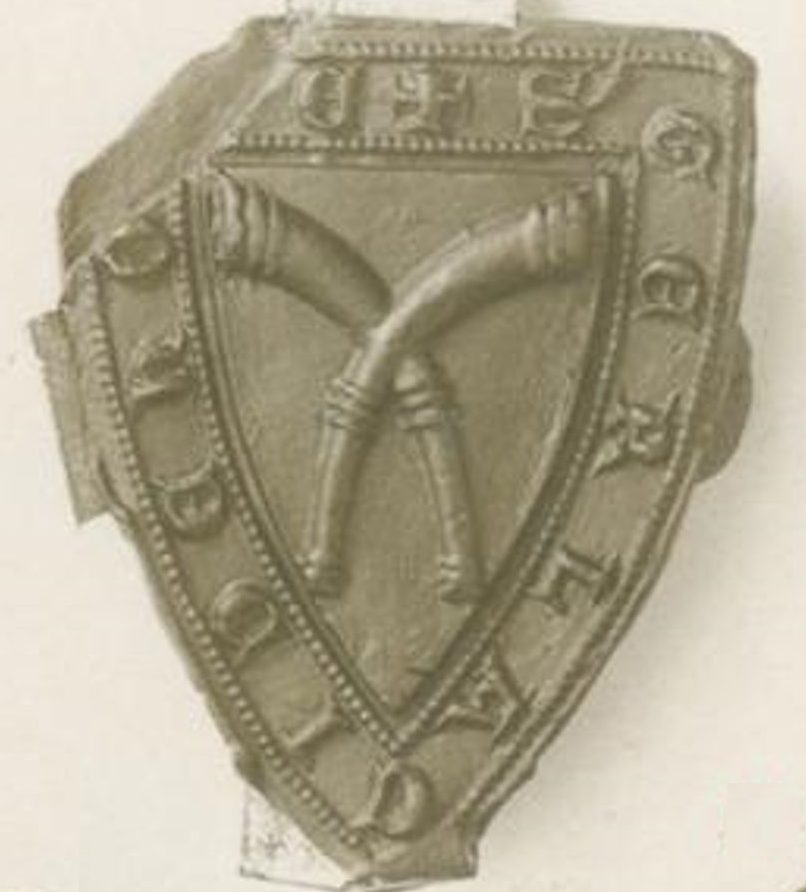
Siegel des Gerlach von Horne, 1314
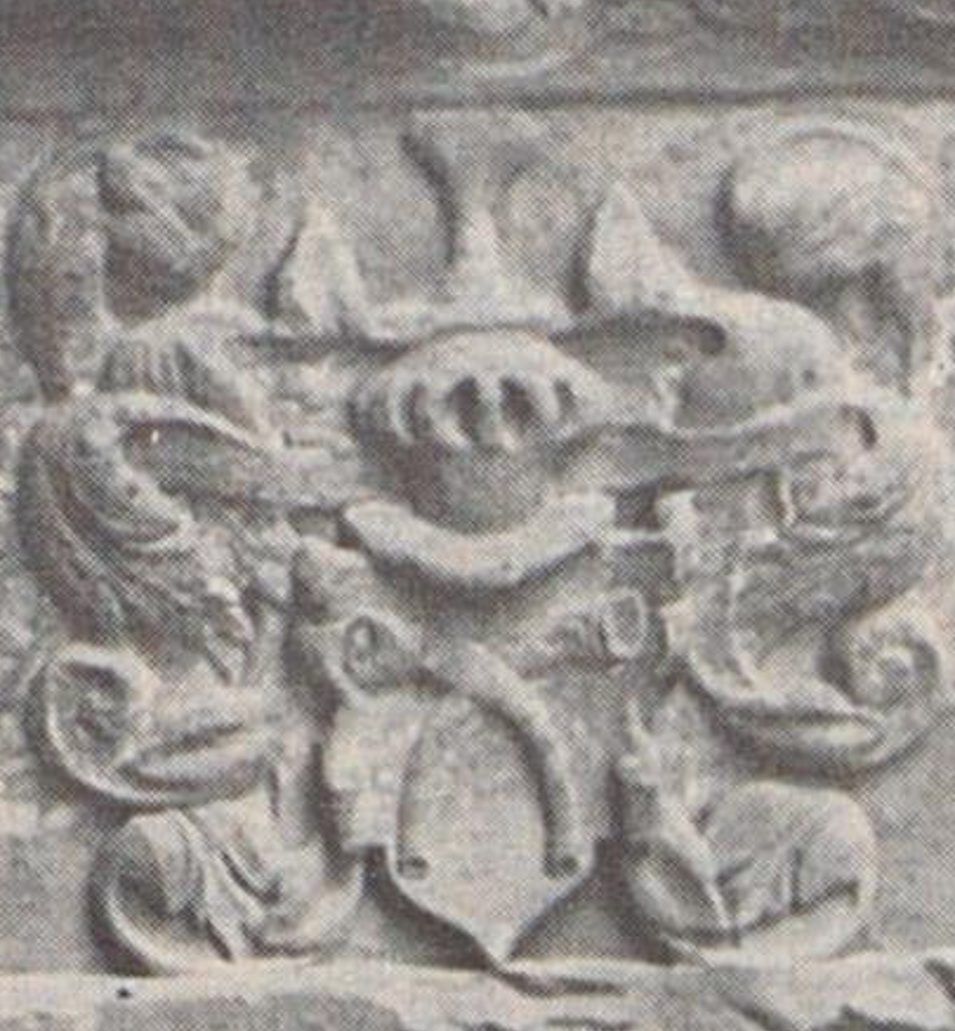
Wappenfries Georg von Holle (Haus Himmelreich, um 1555)
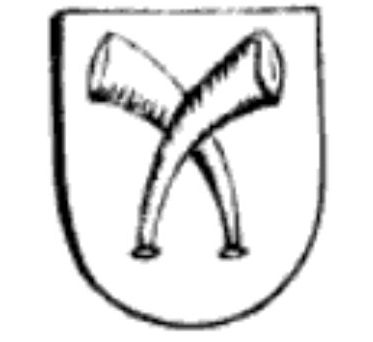
Wappendarstellung bei Anton Fahne, 1858
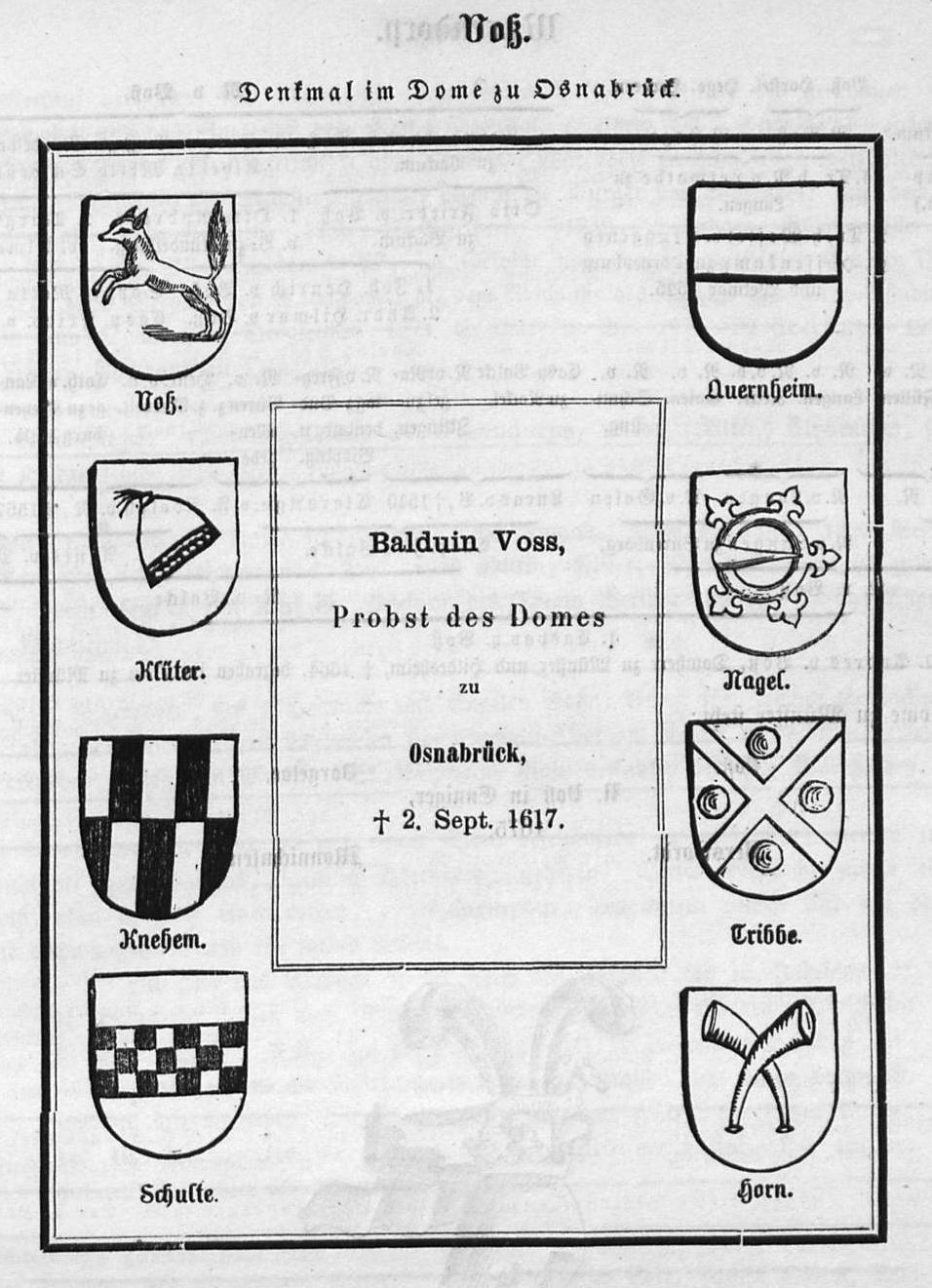
Wappen Horne, Dom Osnabrück (Anton Fahne 1860)
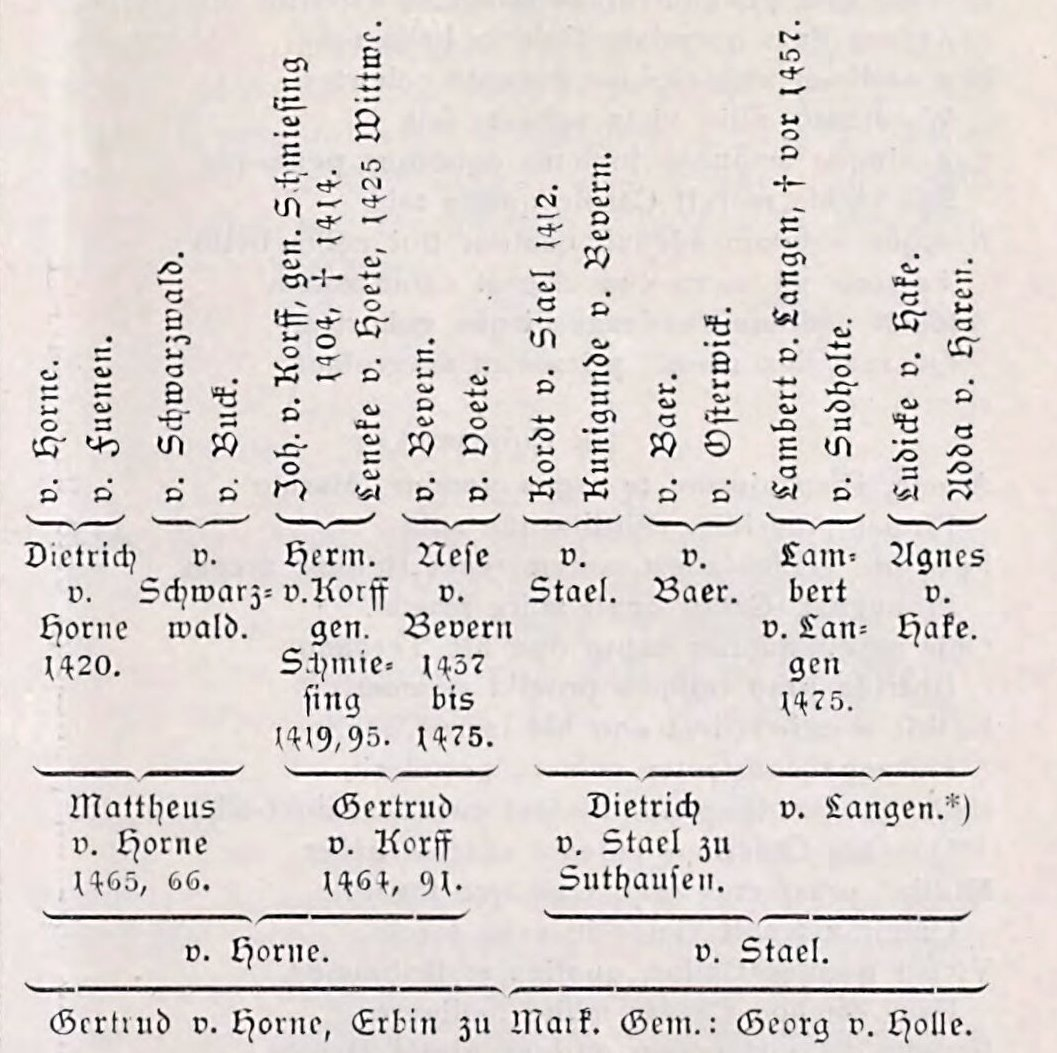
Ahnen der Gertrud von Horne
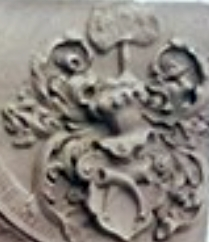
Wappen auf Epitaph Rudolf von Holle (Münsterkirche Hameln, 1560)